# Lera Lynn
Lera Lynn (Houston, Texas, 5 de diciembre de 1984) es una cantante, compositora, música y actriz estadounidense.

## Primeros años
Lynn nació en Houston, Texas y se crio en Georgia. Tiene una licenciatura en antropología de la Universidad de Georgia. Antes de asistir a la universidad, asistió brevemente al Young Harris College en Young Harris, Georgia.

## Carrera profesional
El primer álbum de Lynn, Have You Met Lera Lynn, fue lanzado en 2011. En 2014, lanzó un EP titulado Lying in the Sun y también comenzó a crear música para la segunda temporada de la serie de drama criminal True Detective. Trabajando con el compositor y productor musical T-Bone Burnett, los dos colaboraron con la cantautora Rosanne Cash en la casa de Burnett en Los Ángeles, California, y dos de las pistas resultantes se incluyeron en el álbum de 2018 de Cash, She Remembers Everything. Después de aprobar las pistas musicales, el creador de la serie Nic Pizzolatto eligió a Lynn como un personaje recurrente que interpreta las canciones en un bar frecuentado por los personajes principales. Su álbum de 2016, Resistor, fue analizado por la revista Rolling Stone.
En 2016, Lynn actuó en el Festival de Música Folk de Edmonton.

## Discografía

### Álbumes
- Have You Met Lera Lynn (2011)
- The Avenues (2014)
- Resistor (2016)
- Plays Well With Others (2018)
- On My Own (2020)
- On My Own Deluxe (2020)
- Something More Than Love (2022)

### Eps
- Lying in the Sun (2014)
- Love One Another (2020)

### Singles
- "Ring of Fire"
- "Don't Make Me Wait"
- "Lately"
- "Shape Shifter"
- "Image"
- "My Funny Valentine"
- "I'll be Home for Christmas"
- "When I Go" con Thomas Dybdahl
- "Dark Horse"
- "What's Love Got To Do With It"
- "Are You Listening?"
- "Let Me Tell You Something"
- "Dark Horse (Reimagined)"
- "A Light Comes Through (Reimagined)"
- "Free Again" con Arnaud Roy, para Endless Dungeon

### Otras Apariciones

#### Colaboraciones
- "Beautiful" para el álbum Unsung Heroes: Songs of Eleni Mandell
- "Christmas Everywhere" con Rodney Crowell
- "Epic" con Shovels & Rope
- "Days Aren't Long Enough" con Thomas Dybdahl

#### True Detective: Music From the HBO Series Soundtrack(2015)
- "The Only Thing Worth Fighting For"
- "Lately"
- "My Least Favorite Life"
- "A Church In Ruins"
- "It Only Takes One Shot"

#### OurVinyl Sessions (2021)
- "So Far"
- "Daydreamer"
- "What You Done"
- "Booby, Baby"

## Filmografía

### Como Actriz[6]
| Año  | Título                      | Personaje  | Notas                            |
| ---- | --------------------------- | ---------- | -------------------------------- |
| 2014 | Lera Lynn: Lying in the Sun | Ella Misma | Video Musical                    |
| 2014 | Lera Lynn: Out to Sea       | Ella Misma | Video Musical                    |
| 2015 | True Detective              | Cantante   | 5 episodios; También Performance |
| N/A  | Stay Tuned                  | Celeste    | También Compositora              |

### Otras Apariciones
| Año  | Título                                   | Rol                                                                         | Notas                     |
| ---- | ---------------------------------------- | --------------------------------------------------------------------------- | ------------------------- |
| 2015 | Debyut pershokursnyka, 11 lystopada 2015 | Performance y escritora para la canción "The Only Thing Worth Fighting For" | Cortometraje              |
| 2016 | Pretty Little Liars                      | Performance para la canción "Ring of Fire"                                  | 1 episodio; Sin Acreditar |
| 2016 | The Young Pope                           | Performance y escritora para la canción "Lying in the Sun"                  | 1 episodio; Sin Acreditar |
| 2019 | The Jessicas Are Turning 30              | Compositora                                                                 | Cortometraje              |
| 2019 | Modern Love                              | Performance para la canción "Days Aren't Long Enough"                       | 1 episodio                |

### Como Invitada
| Año  | Show                           | Rol              | Notas              |
| ---- | ------------------------------ | ---------------- | ------------------ |
| 2015 | Late Show with David Letterman | Invitada musical | Cantó "Out to Sea" |
| 2020 | WGN Morning News               | Invitada musical |                    |